# Касималієва Шайиргуль Зарликівна
Шайиргуль Зарликівна Касималієва (кирг. Шайыргүл Зарлык кызы Касымалиева; 1967, Рибаче, нині Баликчи, Іссик-Кульська область, Киргизстан) — киргизька акторка театру та кіно. Заслужена артистка Киргизстану.

## Життєпис
Народилася в сім'ї акторів. Після закінчення середньої школи у Фрунзе, з 1984 року навчалася у Вищому театральному училищі імені М.С. Щепкіна.
З 1989 року артистка ТЮГу м. Фрунзе.
З 1991 року виступає на сцені драматичного театру при Киргизькій державній академії. Нині актриса Киргизького національного академічного драматичного театру імені Т. Абдумомунова.

## Вибрані театральні ролі
- Гулусун (М. Байджієва, «Кыз-Күйөө»)
- Колукту (Ж. Кулмамбетова, «Манас мой, родной!»)
- Майраш (Ж. Кулмамбетова, «Просто Майраш»)
- Джульєта (Шекспіра, «Ромео і Джульета»)
- Калмак ханышасы (М. Абилкасимової, К. Іманалієв, «Атаке баатыр»)
- Жургунчу аял (М. Байджієва, «Узак сапардагы поезд»)
- Беліна, друга жінка Аргана (Мольєра, «Удаваний хворий»)
- Алтун (Ч. Айтматова, «Белое облако Чингизхана»)

## Вибрана фільмографія
- 1987 — Плач перелітного птаха — Сейде
- 1992 — Майстер сходу
- 1992 — Плакальщиця
- 2007 — У любові свої небеса